# Nikolái Karpol
Nikolái Vasílievich Karpol (en ruso: Никола́й Васи́льевич Карпо́ль; Brzeżnica (hoy Bereznitsa), Voivodato de Polesie, Polonia; ahora Raión de Pružana, óblast de Brest, Bielorrusia, 1 de mayo de 1938) es un entrenador ruso de voleibol femenino ya retirado, considerado uno de los entrenadores internacionales con más experiencia en la historia del deporte moderno.

## Biografía
Después de un periodo de descanso de cuatro años (1979-1982), Karpol, quien entrenó al equipo nacional de la Unión Soviética por segunda ocasión en 1988, ha mantenido a Rusia en la cima del deporte femenil la mayor parte de las últimas dos décadas. Se retiró como entrenador del equipo nacional después de ganar la medalla de plata en los Juegos Olímpicos de Atenas 2004. Aún continúa siendo el entrenador del equipo de su club: Uralochka Ekaterinburg.
Fue testigo en la Unión Soviética/Rusia de medallas de oro en los Juegos Olímpicos de 1980 y los Juegos Olímpicos de 1988, además del oro en el Campeonato del Mundo 1990, títulos del Grand Prix de Voleibol en 1997, 1999 y 2002, de la Copa World Grand Champion en 1997 y los títulos del Campeonato Europeo de Voleibol en 1979, 1989, 1991, 1993, 1997, 1999 y 2001.
Este registro de logros ha sido reconocido por la FIVB (Federación Internacional de Voleibol) en varias ocasiones con su nombramiento como el entrenador del año de la FIVB en 1989 y 1991, y el mejor entrenador del Campeonato Mundial de Voleibol de 1990.
Por el tiempo de su vida que le ha dedicado y su gran carrera, entró al Salón de la Fama del Voleibol El periodista y publicista croata Tomislav Birtic publicó el libro Karpol: Lunatics-That's What I need.

## Reconocimientos y premios
- Orden al Mérito por la Patria, 3.ª clase
- honrado trabajador de la cultura física, Rusia
- Orden de la Amistad
- Orden de la Bandera Roja del Trabajo
- Orden de la Amistad de los Pueblos
- ciudadano honorario del óblast de Sverdlovsk
- Héroe del Trabajo de la Federación de Rusia